# 麻章镇
麻章镇，是中华人民共和国广东省湛江市麻章区下辖的一个乡镇级行政单位。

## 行政区划
麻章镇下辖以下地区：
福民社区、瑞景社区、政通社区、民乐社区、金川社区、黄外社区、鸭曹村、谢家村、大塘村、笃豪村、调塾村、冯村、古河村、英豪村、迈合村、叶村、新兴村、畅侃村、龙井村、迈龙村、高阳村、南赤村、甘林村、田寮村、洋水岭村和赤岭村。